# Canal 1 (Colòmbia)
Canal 1 és un canal de televisió oberta colombià fundat el 13 de juny de 1954 com la primera estació de televisió al país.
El canal ha estat promocionat com una alternativa als canals de televisió Caracol i RCN després que aquests ocupessin la major quota de pantalla televisiva després de l'obertura de canals privats a Colòmbia en 1998. El seu centre de producció estan situats en les instal·lacions de CM&, i NTC, productores que conformen la programació del canal i de les seves operacions. La seva planta transmisora està situada en els estudis de la RTVC.
Canal 1 és una estació de televisió pública propietat del Govern colombià, i està administrat pel consorci privat Plural Comunicaciones, grup conformat per RTI, CM&, NTC i HMTV1 l'1 de maig de 2017.
El canal és membre d'Asomedios.

## Història
El 13 de juny de 1954, el canal va ser inaugurat com la primera emissora de televisió a Colòmbia. Les seves primeres emissions es van donar pel canal 8 de Bogotà i pel canal 10 a Manizales i Medellín. Posteriorment, l'estació va adoptar com a nom comercial el seu codi d'identificació, «HJRN-TV» i el nom «Televisora Nacional de Colombia».
A mitjan anys 1960, el canal es traslladaria a la freqüència 7 VHF a Bogotà, per a permetre l'entrada de l'emissora privada Teletigre, el qual va transmetre entre 1966 i 1971. Fins al llançament de Teletigre, el Canal Nacional era l'únic canal de televisió existent al país.
L'1 de gener de 1974, quan Teletigre va ser expropiat pel Govern per la seva oposició al Front Nacional, l'aleshores Canal Nacional va passar a ser la Primera Cadena. L'1 de gener de 1984 aquest mateix canal es convertiria en la Cadena Uno i, des de l'1 de gener de 1998, se'l coneix pel seu nom actual.
Després de la inauguració dels canals privats RCN i Caracol el 10 de juliol de 1998, després que els van ser atorgats les seves concessions de llicència en 1997, la programació del Canal Uno va estar a la vora de la fallida pel fet que importants programadores com Tevecine es van declarar en fallida i van lliurar els seus espais a la CNTV (actualment, ANTV) entre febrer i setembre de 2000. La licitació entre 1998 al 2003 va ser la més decadent a causa del llançament dels canals privats i al reemplaçament de la programació de Canal 1 per infomercials. En 2003, sota la llei 680 del 2002, l'Estat va licitar set programadores que van quedar en el Canal Uno (Colombiana de Televisión, NTC, Jorge Barón Televisión, Programar TV, Producciones Telecolombia, RTI i CM&) per a la licitació de 2004 a 2013.
En 2004, el Govern liquida Inravisión i Audiovisuales i crea la Radio Televisión Nacional de Colombia per a operar el canal. No obstant això, en 2006, els programes religiosos i infomerciales van augmentar la seva programació fins a 5 hores diàries.

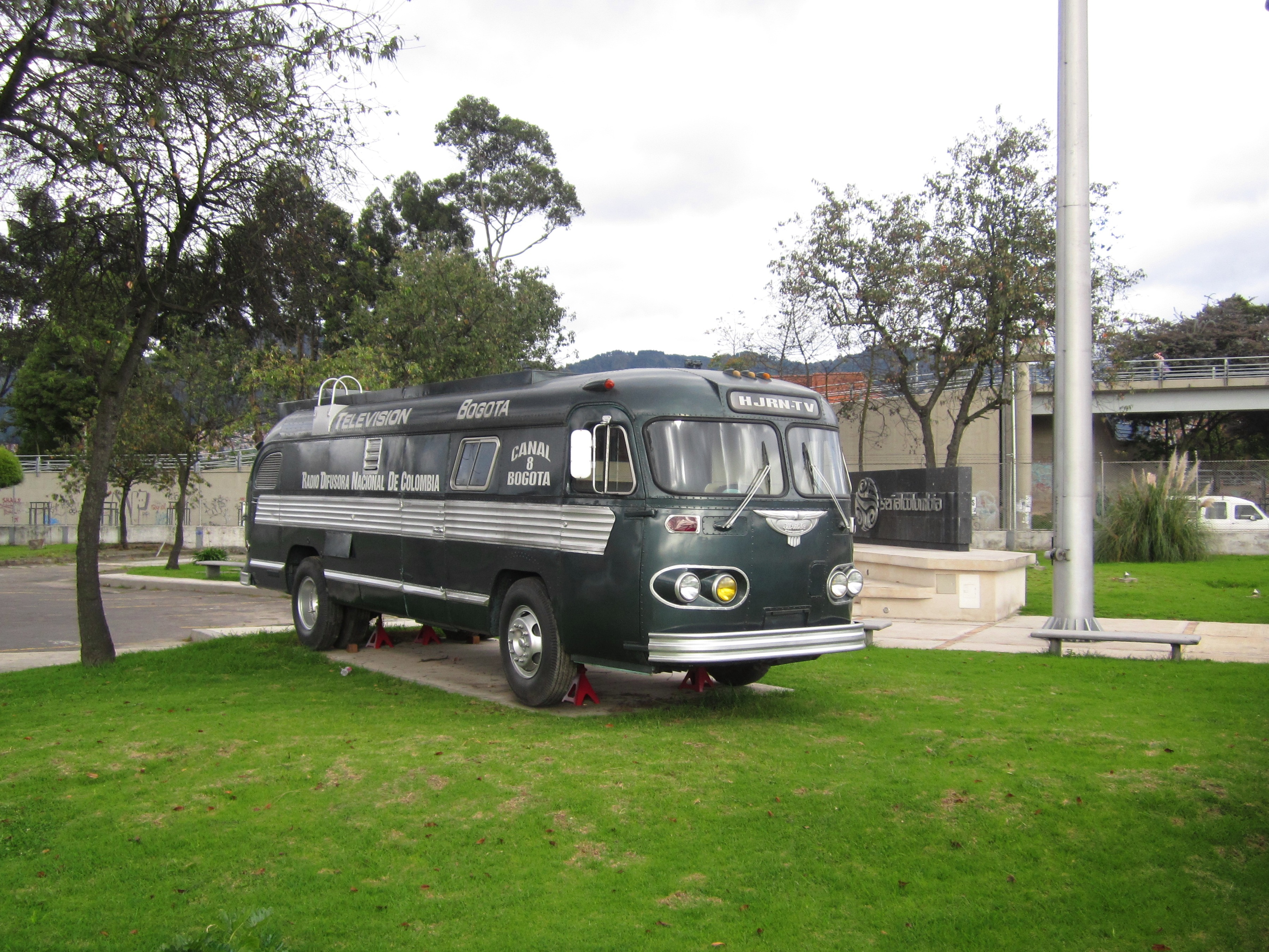
Primera unitat mòbil utilitzada per la llavors HJRN-TV en 1954.

La ANTV, en 2013, planejava fer una altra licitació però, a causa de la desorganització i a l'anàlisi d'aspectes com la competència, l'Estat va retardar el procés per 40 mesos. Per això, només CM&, Jorge Barón Televisión-SportSat TV i NTC-Colombiana de Televisión decidiren continuar en el canal, davant l'absència de RTI i Programar. Més endavant, RTI tenia planejat produir continguts per a Señal Colombia, però per ser sòcia de Televisa, aquests plans van ser suspesos. El 3 de febrer de 2014, el canal és rellançat com a «Canal 1» amb un nou paquet de gràfiques, eslògan i programació. Així mateix, va llançar el seu propi senyal en alta definició.
Des de l'1 de maig de 2017, la programació del Canal 1 està a càrrec del consorci Plural Comunicaciones, com a resultat d'un procés de licitació que va culminar amb la seva adjudicació el 30 de novembre de 2016 i la seva posterior signatura de contracte amb l'ANTV l'11 de gener de 2017 com a única programadora de programació del nou canal. Però solo fins al 14 d'agost de 2017, van presentar el Canal amb nova imatge i programació. El seu primer programa va ser Primera emisión.

## Programadores del canal
Des de 1956, Canal 1 ha estat un mitjà programat, això significa que la seva programació és realitzada per empreses privades conegudes com a programadores, sota un model de televisió mixt (públic-privat). Des de 2017, el canal només se li adjudica a una sola programadora, qui serà l'únic encarregat de programar els espais del canal.

### Licitacions

#### 1992-1997
- Caracol Televisión (es consolida com a canal privat en 1998)
- RTI Televisión
- Proyectamos Televisión
- Jorge Barón Televisión
- Producciones Tevecine
- Producciones Cinevisión (fins 1995)
- Nuevos Días Televisión
- Universal Televisión (a partir de 1996, com a Uni TV)
- Audiovisuales
- Prego Televisión
- 24 Horas Televisión
- CM& Televisión
- NTC Televisión
- Datos y Mensajes

#### 1998-2003
- Caracol Televisión (fins al 9 de juliol de 1998)
- Producciones JES (fins al 15 de setembre de 2000)
- Producciones PUNCH (fins al 19 de maig de 2000)
- Cenpro Televisión (fins al 29 de setembre de 2000)
- Producciones Tevecine (fins al 3 de març de 2000)
- Jorge Barón Televisión
- Colombiana de Televisión
- Producciones Bernardo Romero Pereiro (a partir de 1999, com a Producciones Telecolombia)
- Audiovisuales
- 24 Horas Televisión (fins l'11 de febrer de 2000)
- Programar Televisión (fins al 8 de febrer de 2002)
- CM& Televisión
- Uni TV (fins al 10 de febrer de 2002)
- NTC Televisión

#### 2004-2013
- Colombiana de Televisión - NTC Televisión
- RTI Televisión[15] - Programar Televisión
- Jorge Barón Televisión - SportSat Televisión
- CM& Televisión.

#### Pròrroga (2014-2017)
- CM& Televisión, 25 % de la programació.
- NTC Televisión - Colombiana de Televisión, 25 % de la programació.
- Jorge Barón Televisión, 25 % de la programació.
- Radio Televisión Nacional de Colombia, 25 % de la programació.

#### Des de 2017
Plural Comunicaciones, societat integrada per:
- CM& Televisión 20 % de les accions de la societat.
- NTC Televisión 20 % de les accions de la societat.
- RTI Televisión 20 % de les accions de la societat.
- Hemisphere Media Group 40 % de les accions de la societat.

## Quota de pantalla
«Evolució de la quota de pantalla mensual i posició» amb base en registres històrics realitzats al canal. El mesurament ha estat portada per Ibope Mitjana, empresa que mesura la recepció d'audiència a Colòmbia.
|      | Gen    | Feb    | Mar    | Abr    | Mai    | Jun    | Jul    | Ago     | Set     | Oct    | Nov    | Des    | Posició |
| ---- | ------ | ------ | ------ | ------ | ------ | ------ | ------ | ------- | ------- | ------ | ------ | ------ | ------- |
| 1998 | 12,6 % | 12,6 % | 12,6 % | 12,6 % | 12,6 % | 12,6 % | 13,1 % | 13,1 %  | 13,1 %  | 13,1 % | 13,1 % | 13,1 % | 2       |
| 1999 | 11,3 % | 11,3 % | 11,3 % | 11,3 % | 11,3 % | 11,3 % | 11,7 % | 11,7 %  | 11,7 %  | 11,7 % | 11,7 % | 11,7 % | 2       |
| 2000 | 8,4 %  | 8,4 %  | 8,4 %  | 8,4 %  | 8,4 %  | 8,4 %  | 7,1 %  | 7,1 %   | 7,1 %   | 7,1 %  | 7,1 %  | 7,1 %  | 3       |
| 2001 | 4,4 %  | 4,4 %  | 4,4 %  | 4,4 %  | 4,4 %  | 4,4 %  | 4,7 %  | 4,7 %   | 4,7 %   | 4,7 %  | 4,7 %  | 4,7 %  | 3       |
| 2002 | 3,8 %  | 3,8 %  | 3,8 %  | 3,8 %  | 3,8 %  | 3,8 %  | 4,1 %  | 4,1 %   | 4,1 %   | 4,1 %  | 4,1 %  | 4,1† % | 3       |
| 2003 | 2,8 %  | 2,8 %  | 2,8 %  | 2,8 %  | 2,8 %  | 2,8 %  | 2,4 %  | 2,4 %   | 2,4 %   | 2,4 %  | 2,4 %  | 2,4 %  | 3       |
| 2004 | 2,7 %  | 2,7 %  | 2,7 %  | 2,7 %  | 2,7 %  | 2,7 %  | 2,9 %  | 2,9 %   | 2,9 %   | 2,9 %  | 2,9 %  | 2,5 %  | 3       |
| 2005 | 2,2 %  | 2,2 %  | 2,2 %  | 2,2 %  | 2,2 %  | 2,2 %  | 2,2 %  | 2,2 %   | 2,2 %   | 2,2 %  | 2,2 %  | 2,2 %  | 3       |
| 2006 | 1,6 %  | 1,6 %  | 1,6 %  | 1,6 %  | 1,6 %  | 1,6 %  | 1,5 %  | 1,5 %   | 1,5 %   | 1,5 %  | 1,5 %  | 1,5 %  | 3       |
| 2007 | 1,2 %  | 1,2 %  | 1,2 %  | 1,2 %  | 1,2 %  | 1,2 %  | 1,3 %  | 1,3 %   | 1,3 %   | 1,3 %  | 1,3 %  | 1,3 %  | 4       |
| 2008 | 0,9 %  | 0,9 %  | 0,9 %  | 0,9 %  | 0,9 %  | 0,9 %  | 1 %    | 1 %     | 1 %     | 1 %    | 1 %    | 1 %    | 3       |
| 2009 | 0,9 %  | 0,9 %  | 0,9 %  | 0,9 %  | 0,9 %  | 0,9 %  | 0,7 %  | 0,7 %   | 0,7 %   | 0,7 %  | 0,7 %  | 0,7 %  | 4       |
| 2010 | 0,5 %  | 0,6 %  | 0,6 %  | 0,7 %  | 0,6 %  | 0,5 %  | 0,5 %  | 0,4 %   | 0,4 %   | 0,4 %  | 0,3 %  | 0,3 %  | 4       |
| 2011 | 0,4 %  | 0,4 %  | 0,5 %  | 0,5 %  | 0,4 %  | 0,4 %  | 0,4 %  | 0,3 %   | 0,3 %   | 0,3 %  | 0,3 %  | 0,3 %  | 5       |
| 2012 | 0,2 %  | 0,2 %  | 0,3 %  | 0,4 %  | 0,4 %  | 0,4 %  | 0,3 %  | 0,4 %   | 0,5 %   | 0,5 %  | 0,4 %  | 0,4 %  | 5       |
| 2013 | 0,3 %  | 0,3 %  | 0,2 %  | 0,3 %  | 0,3 %  | 0,5 %  | 0,5 %  | 0,3 %   | 0,3 %   | 0,3 %  | 0,2 %  | 0,3 %  | 5       |
| 2017 | 0,2 %  | 0,4 %  | 0,4 %  | 0,3 %  | 0,3 %* | 0,3 %* | 0,4 %* | 0,4 %** | 0,6 %** | 0,8%** | 1 %    | 0,8 %  | 4       |
| 2018 | 1,1 %  | 1,3 %  | 1,2 %  | 1,3 %  | 1,5 %  |        | 9,23 % |         | 7,58 %  |        |        |        | 3       |

* Inici Plural Comunicaciones | ** Rellançament Plural Comunicaciones